# Sennfelder Seenkranz
Der Sennfelder Seenkranz (auch: Sennfelder Seenplatte) ist ein Altwasser des Mains in Sennfeld im Landkreis Schweinfurt und grenzt teilweise an die kreisfreie Stadt Schweinfurt. Sein größtes Gewässer ist der Sennfelder See.
Der Sennfelder Seenkranz ist ein Abschnitt des Alten Mains (auch: Altmain), einem einstigen, südlichen Nebenarm des Mains. Der Sennfelder Seenkranz gehört überwiegend zum Landschaftsschutzgebiet Mainauelandschaft bei Sennfeld und besitzt einen der größten naturbelassenen Thermalseen Deutschlands.
Auf Höhe des Sennfelder Seenkranzes wird die Furt über die damaligen, beiden Mainarme vermutet, die namensgebend für Schweinfurt wurde. Weshalb Verlauf und Gestalt des Alten Mains bedeutend für die Gründung und Lage der ersten Schweinfurter Siedlung waren (siehe: Suuinfurtero marcu).

## Lage
Der Sennfelder Seenkranz liegt zwischen der Stadtgrenze Schweinfurts im Nordwesten und den bebauten Gebieten und Sonderkulturen der Gemeinde Sennfeld im Südosten. Er bildet zusammen mit dem Schweinfurter Stadtpark Wehranlagen eine landschaftliche Einheit. Sie hat eine Länge von rund 3 Kilometern, eine maximalen Breite von 750 Metern und wird von einem Park- und Wanderwegenetz durchzogen. Zudem sind Sennfelder Seenkranz und Schonunger Bucht durch Auwiesen miteinander verbunden.
| Nebengewässer des Mains: Bereich Schweinfurt und Vororte | Nebengewässer des Mains: Bereich Schweinfurt und Vororte | Nebengewässer des Mains: Bereich Schweinfurt und Vororte | Nebengewässer des Mains: Bereich Schweinfurt und Vororte |
| Name                                                     | Art des Gewässers                                        | Ort                                                      | Main-km1                                                 |
| -------------------------------------------------------- | -------------------------------------------------------- | -------------------------------------------------------- | -------------------------------------------------------- |
| Forster Bucht (L)                                        | Altwasser                                                | Schonungen                                               | 340,2–339,6                                              |
| Schonunger Bucht (L)                                     | Ehem. Flussarme & Baggerseen                             | Schonungen & Gochsheim                                   | 339,5–337,6                                              |
| Sennfelder Seenkranz (L)                                 | Altwasser                                                | Sennfeld                                                 | 335,1–332,6                                              |
| Saumain (L)                                              | Altarm                                                   | Schweinfurt                                              | 333,0–331,5                                              |
| Schleusenkanal (L)                                       | Schleusenkanal                                           | Schweinfurt                                              | 332,5–331,5                                              |
| Oberndorfer Altmainschleife (R)                          | Verlandetes Altwasser                                    | Schweinfurt                                              | 329,3–328.2                                              |
| Altmainschleife Nord (L)                                 | Altwasser & Baggerseen                                   | Grafenrheinfeld & Bergrheinfeld                          | 328,2–327,4                                              |
| Altmainschleife Süd (L)                                  | Altwasser & Baggerseen                                   | Bergrheinfeld                                            | 326,8–324,9                                              |

| Verbindung zum Main keine Verbindung zum Main verlandet |  |
|                                                         |  |

(L) linksmainisch

(R) rechtsmainisch

1 Kilometrierung flussaufwärts (ab der Main-Mündung bei Mainz)

## Überblick
Der Sennfelder Sennkranz besteht aus sieben Altwassern, von denen zwei die Kennzeichen von Seen besitzen und auch als solche bezeichnet werden. Von den übrigen fünf Gewässern fallen zumindest die kleineren eindeutig unter die Kategorie Weiher. Die meisten Gewässer haben einen Durchfluss in Fließrichtung des Mains, von Ost nach West. 

### Unterschiedliche Bezeichnungen
In Schweinfurt werden der Untere Sennfelder See und der Dorfsee auf Stadtplänen und von der Bevölkerung zusammen als Sennfelder See bezeichnet. Während in Sennfeld der Untere Sennfelder See meist nur als Sennfelder See bezeichnet wird und die übrigen Gewässer, mit oder ohne den Dorfsee, manchmal unter dem Oberbegriff Alter Main zusammengefasst werden. Das Kalte Wasser wird in Schweinfurt als Schwarzes Loch bezeichnet. Die Bezeichnungen Dorfsee und Kaltes Wasser sind in Schweinfurt nicht geläufig.

### Beschreibung des Seenkranzes

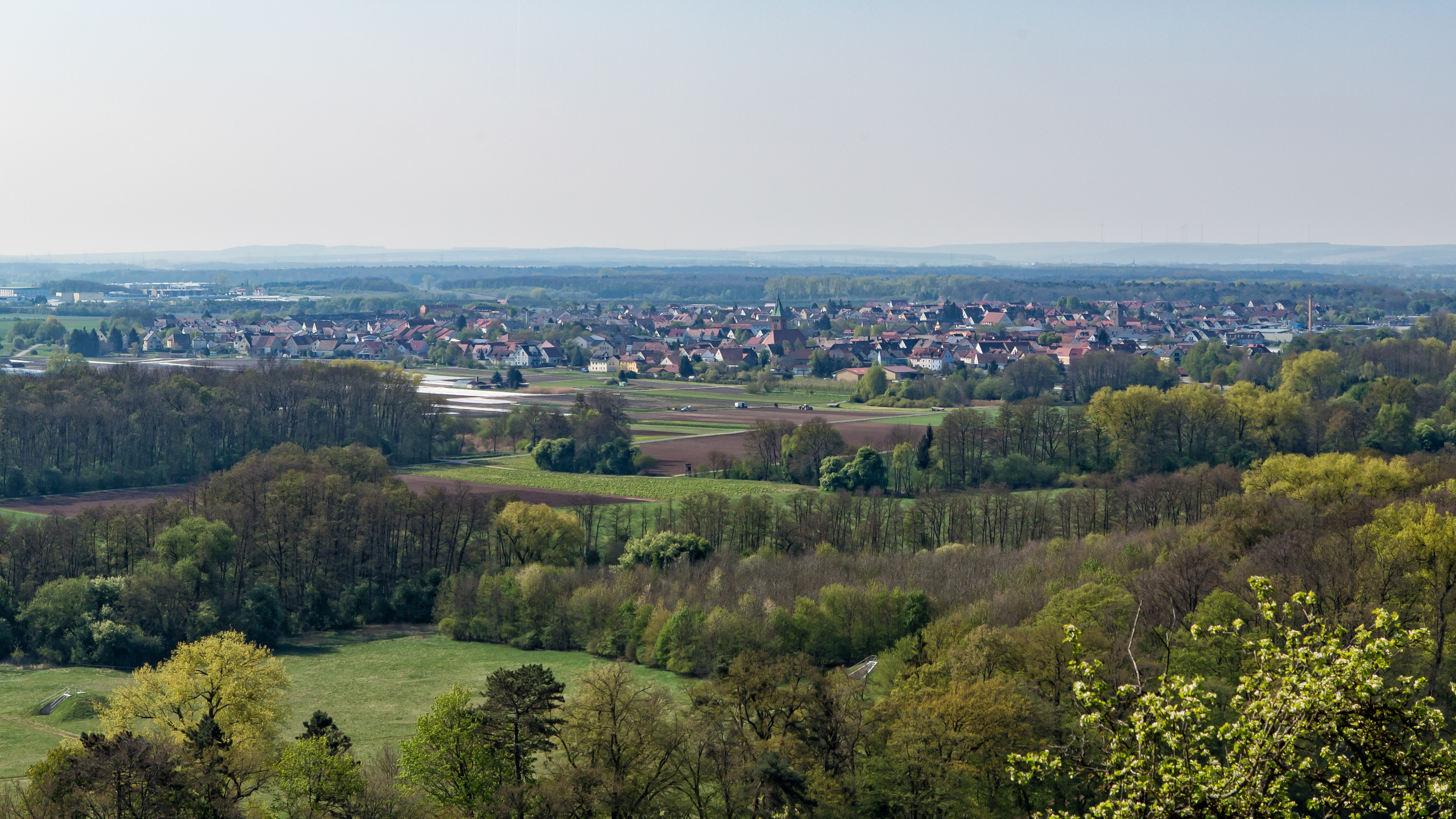
Blick über den Main auf die Auwälder des Sennfelder Seenkranzes, dahinter Sennfeld

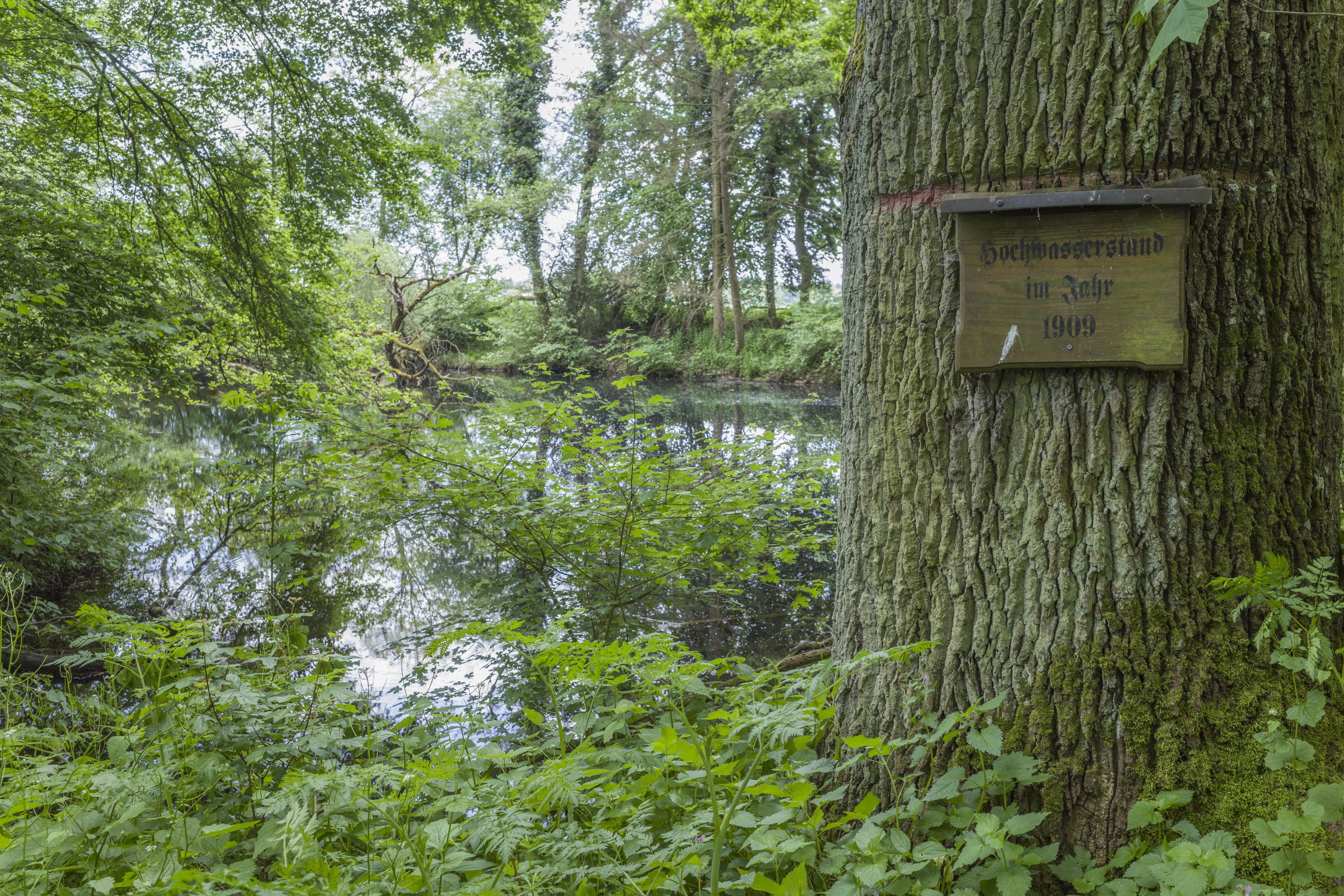
Hochwassermarke von 1909 am Altmaar

Der Seenkranz hat abschnittsweise die Merkmale von Stehgewässern, andernorts von Fließgewässern mit sichtbarem Durchfluss und wird über ein zusammenhängendes Bachsystem nach Südwesten in den Saumain entwässert. Die Quellhöhe liegt bei 207,00 m ü NHN und die Mündungshöhe bei 205,50 m ü NHN.
Die Seen werden durch Bäche und Quellen auf dem Seengrund gespeist. Der Seenkranz gehört, mit Ausnahme des weitaus größten Teils des Dorfsees, seit 1993 zum 50,01 ha großen Landschaftsschutzgebiet Mainauelandschaft bei Sennfeld (LSG-00473.01). Zwei Brücken für Fahrzeuge und zwei Fußgängerstege queren den Sennfelder Seenkranz und stellen die Verbindung zwischen dem Dorf und den Sennfelder Fluren nordwestlich des Seenkranzes sowie dem nahen Schweinfurter Stadtpark Wehranlagen her.
Der Sennfelder Seenkranz dient bei Hochwasser als Notablauf, entlastet den Main und trägt dazu bei, dass das bebaute Schweinfurter Stadtgebiet bisher nicht vom Main überschwemmt wurde. 750 m östlich vom Sennfelder Seenkranz liegt Bad Sennfeld. Seit Aufgabe des Kurbetriebs in den 1950er Jahren fließt das Heilwasser ungenutzt in den Dorfsee.

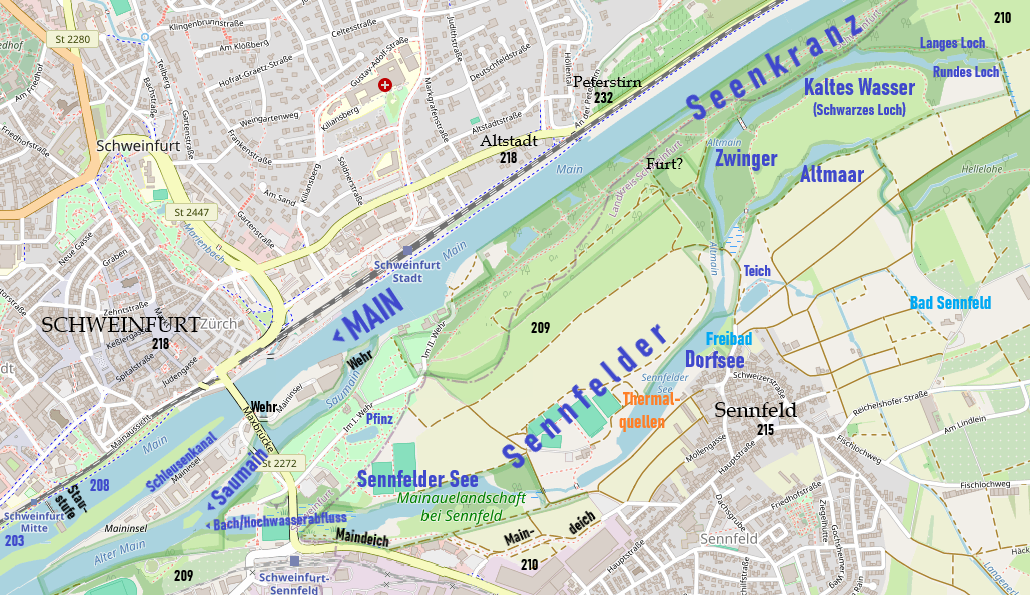

## Beschreibung der einzelnen Gewässer

### Unterer Sennfelder See
Auch: Sennfelder See (Lage). Fläche: 2,50 ha, Länge: 485 m, Breite: 63 m, Höhe über Meeresspiegel: 205,50 m ü NHN.
Der westliche Teil des langgestreckten Sennfelder Sees, der zur Unterscheidung von seinem östlichen Bereich auch „Unterer Sennfelder See“ genannt wird, hat wie sein östlicher Teil, den Charakter eines Sees.
Der Untere Sennfelder See beginnt unweit östlich der Ludwigsbrücke, die den Abfluss des Sennfelder Seenkranzes quert. Dies ist ein namenloser Bach, der danach zwischen zwei Karpfenteichen hindurchfließt und 250 Meter westlich der Brücke in den Saumain mündet. Da der Seenkranz bei Hochwasser als Notablauf des Mains dient, schwillt der Bach mitunter zu einem reißenden Strom an, der sich in den Saumain ergießt. Der Untere Sennfelder See ist an beiden Enden ein Stück weit verlandet. Auf der Bayerischen Uraufnahme (1808–1864) war er, insbesondere in westlicher Richtung, länger und erstreckte sich als Ausfluss aus dem See unter der Ludwigsbrücke hindurch, bis auf Schweinfurter Gebiet. Während der benachbarte Saumain als „Alter Main“ bezeichnet wurde.

### Dorfsee
Auch: Sennfelder See. Thermalsee. (Lage). Fläche: 3,65 ha, Länge: 690 m, Breite: 75 m, Höhe über Meeresspiegel: 205,50 m ü NHN.
Der Dorfsee gilt als einer der größten naturbelassenen Thermalseen Deutschlands. Er bildet den östlichen Teil des Sennfelder Sees und wurde einstmals „Im See“ genannt. Der Dorfsee wird vom Langenerlachsgraben gespeist, der zuvor durch einen Teich (Lage) führt, der nordöstlich neben dem See liegt. Der Teich wird nicht zum Sennfelder Seenkranz gezählt, da dieser nur aus natürlichen Gewässern besteht. Der Dorfsee ist, wie der Untere Sennfelder See, seit dem 19. Jahrhundert an beiden Enden ein Stück verlandet. Damals waren beide Seen nur durch einen schmalen Landstreifen voneinander getrennt und der Verbindungsbach zwischen den Seen war entsprechend kürzer. Der Dorfsee wird u. a von warmen Quellen aus dem Seegrund gespeist. 1809 begann der Kur- und Badebetrieb im nahen Bad Sennfeld, wofür 14 Thermalquellen im Dorfsee eingefasst wurden. Der Kurbetrieb wurde in den 1950er Jahren eingestellt.
Im Dorfsee weist unweit des südöstlichen Ufers, an der Schweizer Straße, ein Kreuz auf die Katastrophe des Jahres 1861 hin, als dort Ende Januar ein vollbesetztes Boot mit Sennfelder Bürgern kenterte und 21 Menschen im eisigen Wasser ihr Leben ließen.
Am südöstlichen Ufer, am Rande des historischen Dorfkerns (Schweizer Straße/Am Hexenbrünnlein), befindet sich ein Strandbad. Ein weiteres Strandbad am gegenüberliegenden Ufer ist derzeit nicht in Betrieb. Am westlichen Ufer des Dorfsees, noch auf Sennfelder Gemarkung, liegt eine große Freizeitanlage mit Tennisplätzen, die ursprünglich als Naherholungsanlage für Arbeitnehmer der Schwedischen Kugellagerfabriken (SKF) in Schweinfurt errichtet wurde.

### Zwinger
(Lage). Fläche: 0,85 ha, Länge: 375 m, Breite: 25 m, Höhe über Meeresspiegel: 206,60 m ü NHN.
Der Zwinger liegt im Auwald Muckenbaum, weshalb dieser Abschnitt des Seenkranzes manchmal fälschlicherweise als „Muckenbaum“ bezeichnet wird. Der Zwinger ist sehr schmal und langgestreckt, weithin von Wasserpflanzen bedeckt und ein typisches, naturnahes Altwasser.
Zwinger und Dorfsee sind durch den Kulturgraben (auch: Dorfgraben) miteinander verbunden. Bis zu 150 Liter pro Sekunde fließen durch ihn zum Dorfsee.

Am Zwinger
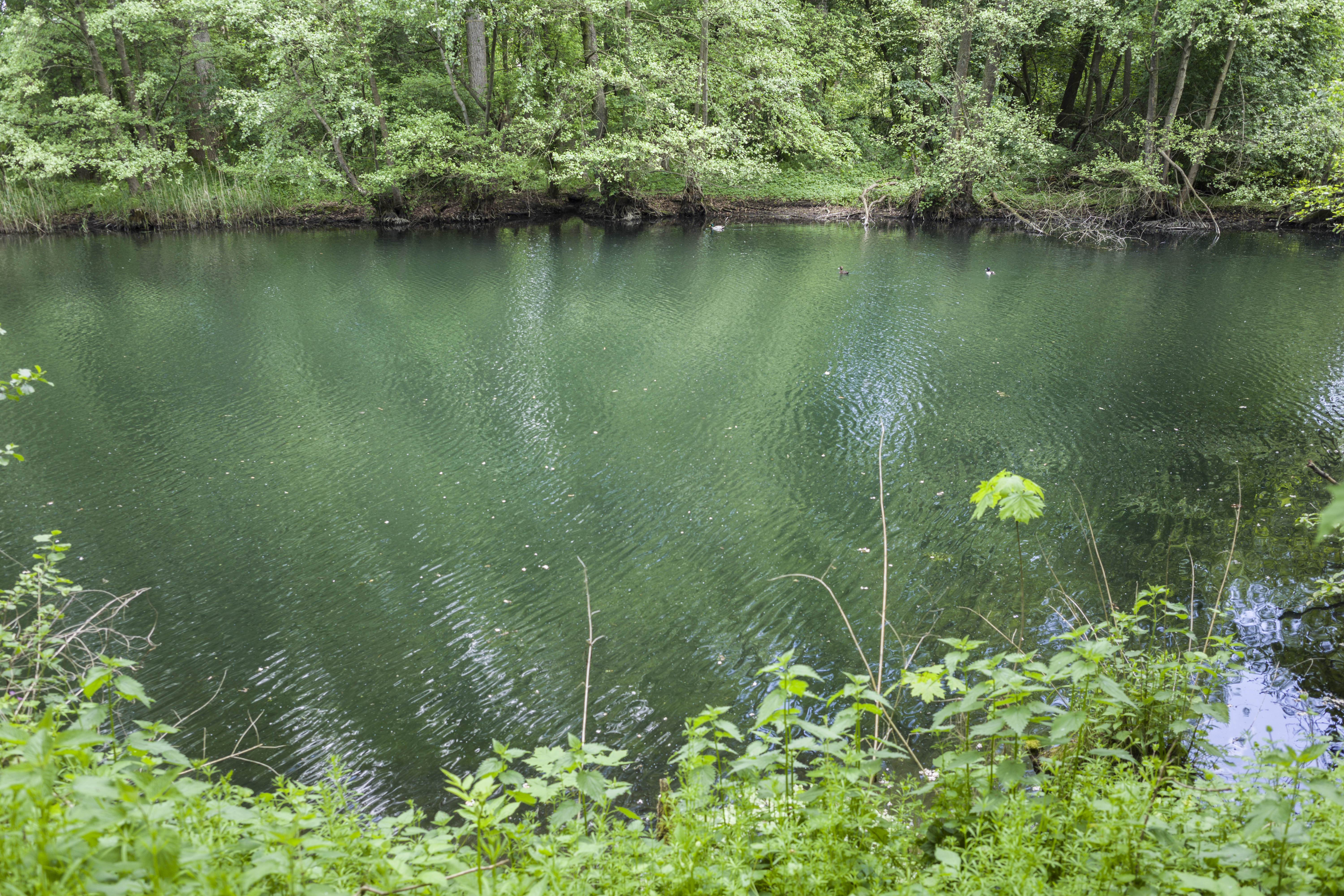
Zwinger
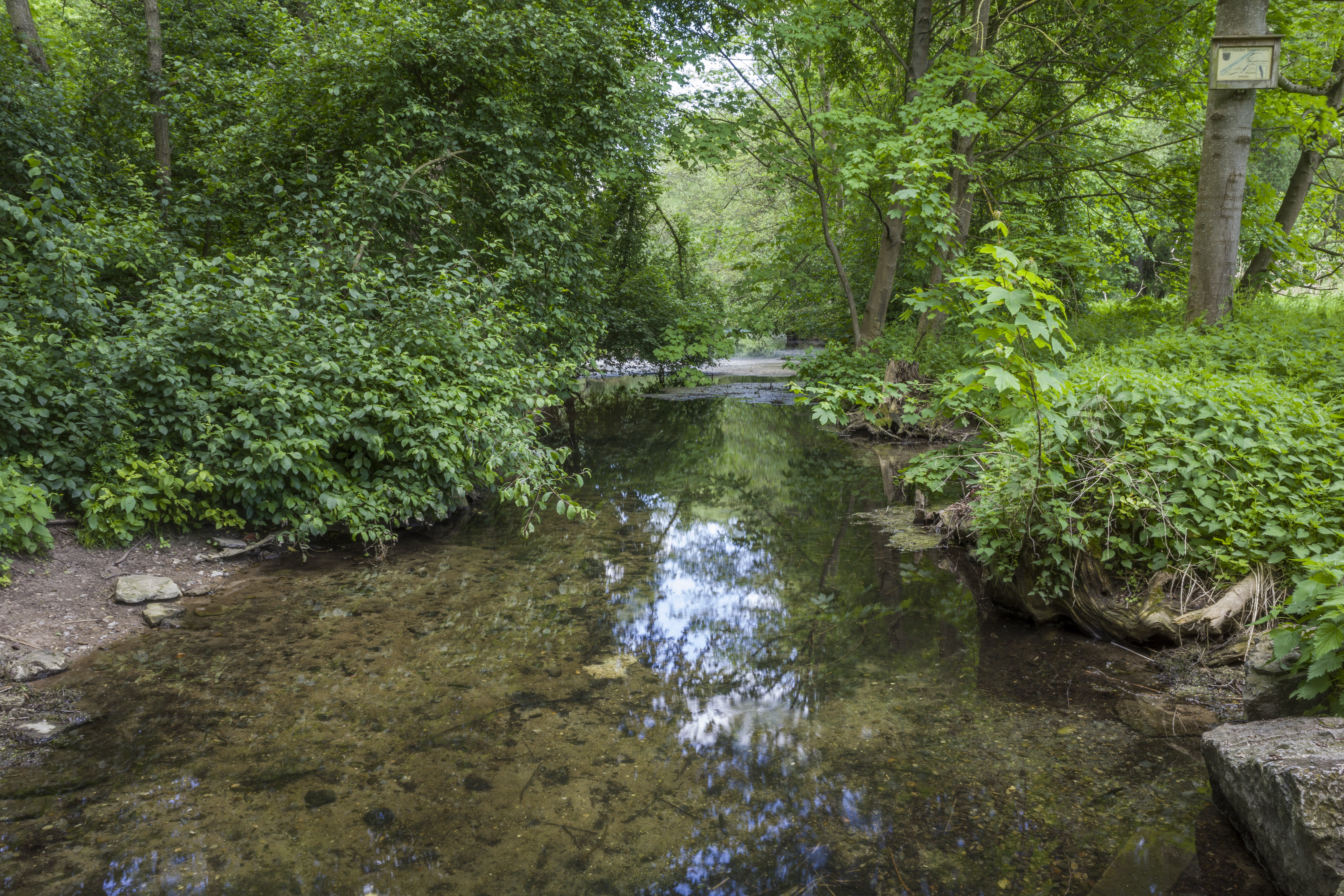
Bach zwischen Zwinger und Dorfsee
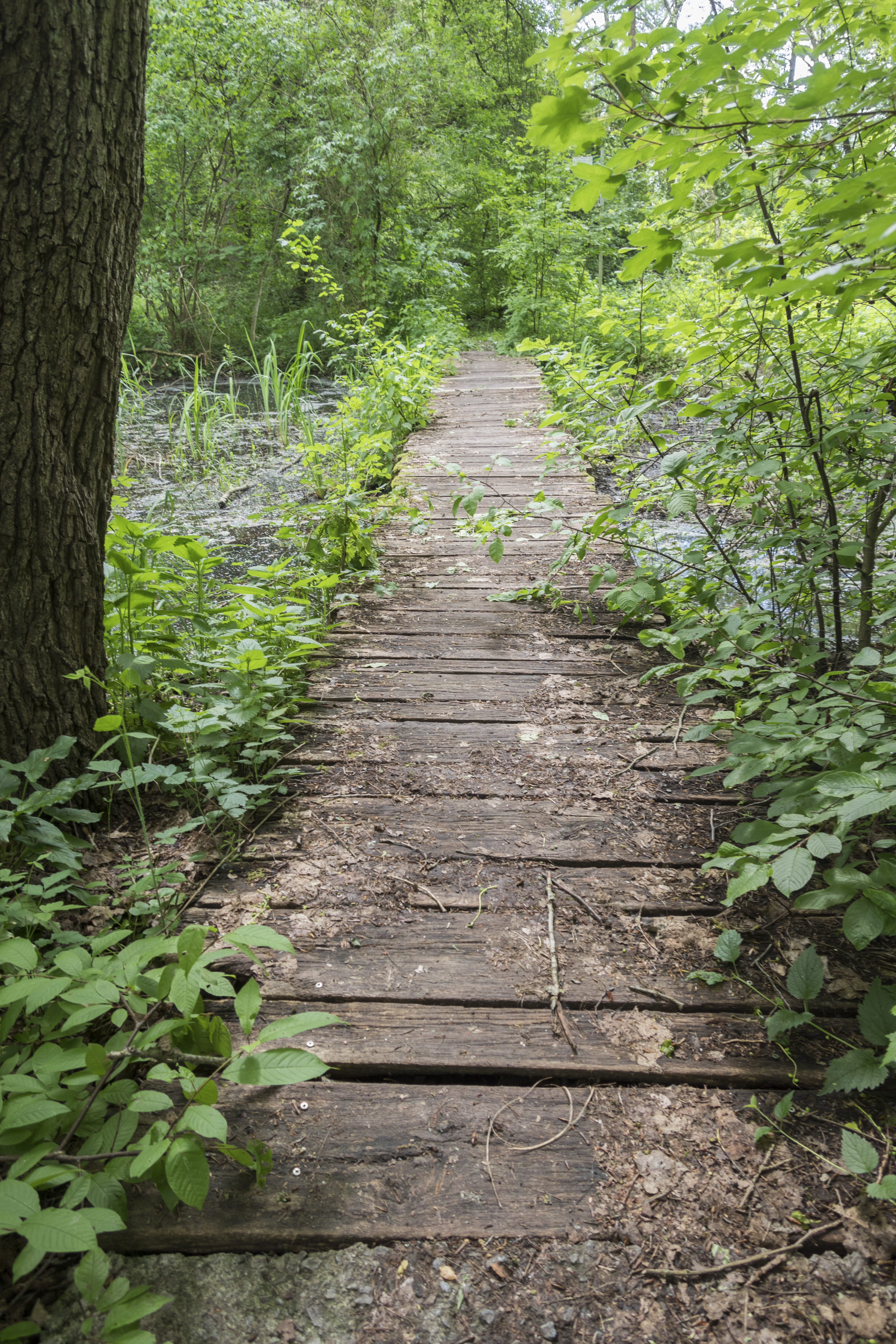
Steg zwischen Zwinger und Altmaar
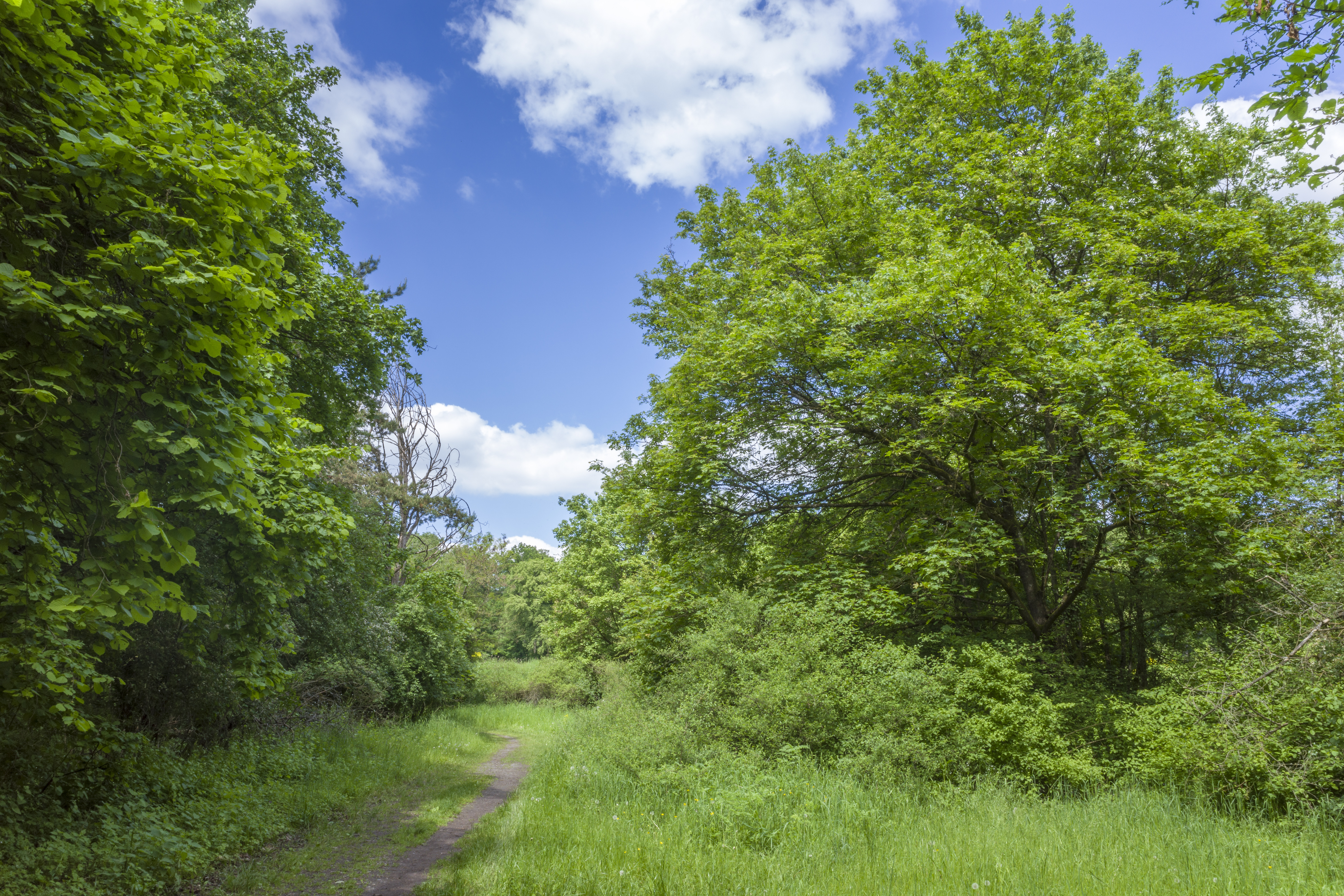
Muckenbaum, zwischen Kaltem Wasser und Wehranlagen

### Kaltes Wasser (Schwarzes Loch)
(Lage). Fläche: 2,20 ha, Länge: 640 m, Breite: 45 m, Tiefe: 4,20 m, Höhe über Meeresspiegel: 207,00 m ü NHN.
Das Kalte Wasser wird auch Schwarzes Loch genannt (siehe: Unterschiedliche Bezeichnungen). Die Bezeichnungen „Schwarz“ und „Loch“ weisen auf die dunkle Farbe der Wasseroberfläche hin. Das Altwasser läuft entlang der Schweinfurter Wehranlagen und hat mit sichtbarem Durchfluss eher den Charakter eines Fließgewässers. In ihm befinden sich Quellen aus dem Muschelkalk, die den Sennfelder Seenkranz mit Grundwasser speisen, weshalb dieser Teil des Seenkranzes nur selten zufriert.
Im Schwarzen Loch soll nach Schweinfurter Sagen früher der Wassernix mit seinen drei Töchtern gehaust haben.

Kaltes Wasser (Schwarzes Loch)
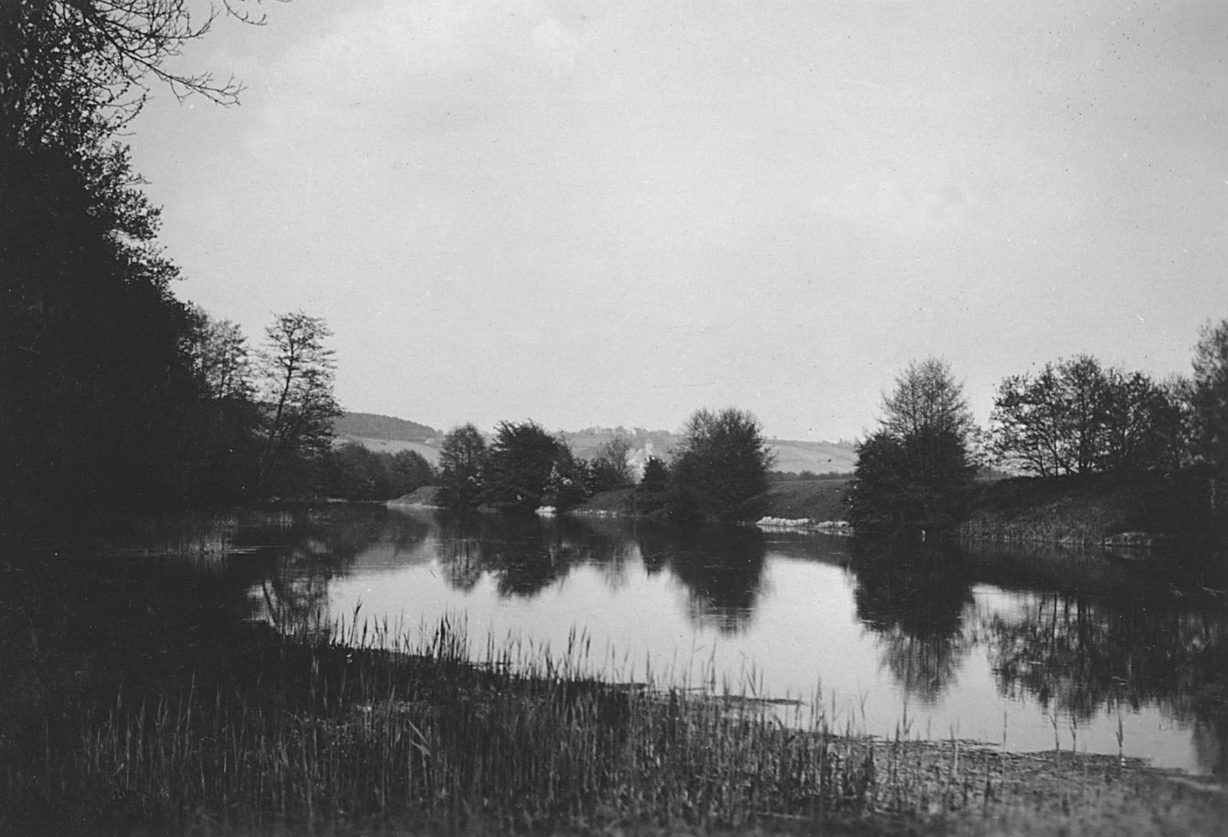
Kaltes Wasser, links Wehranlagen, hinten in Mitte Schloss Mainberg, Anfang 20. Jahrhundert
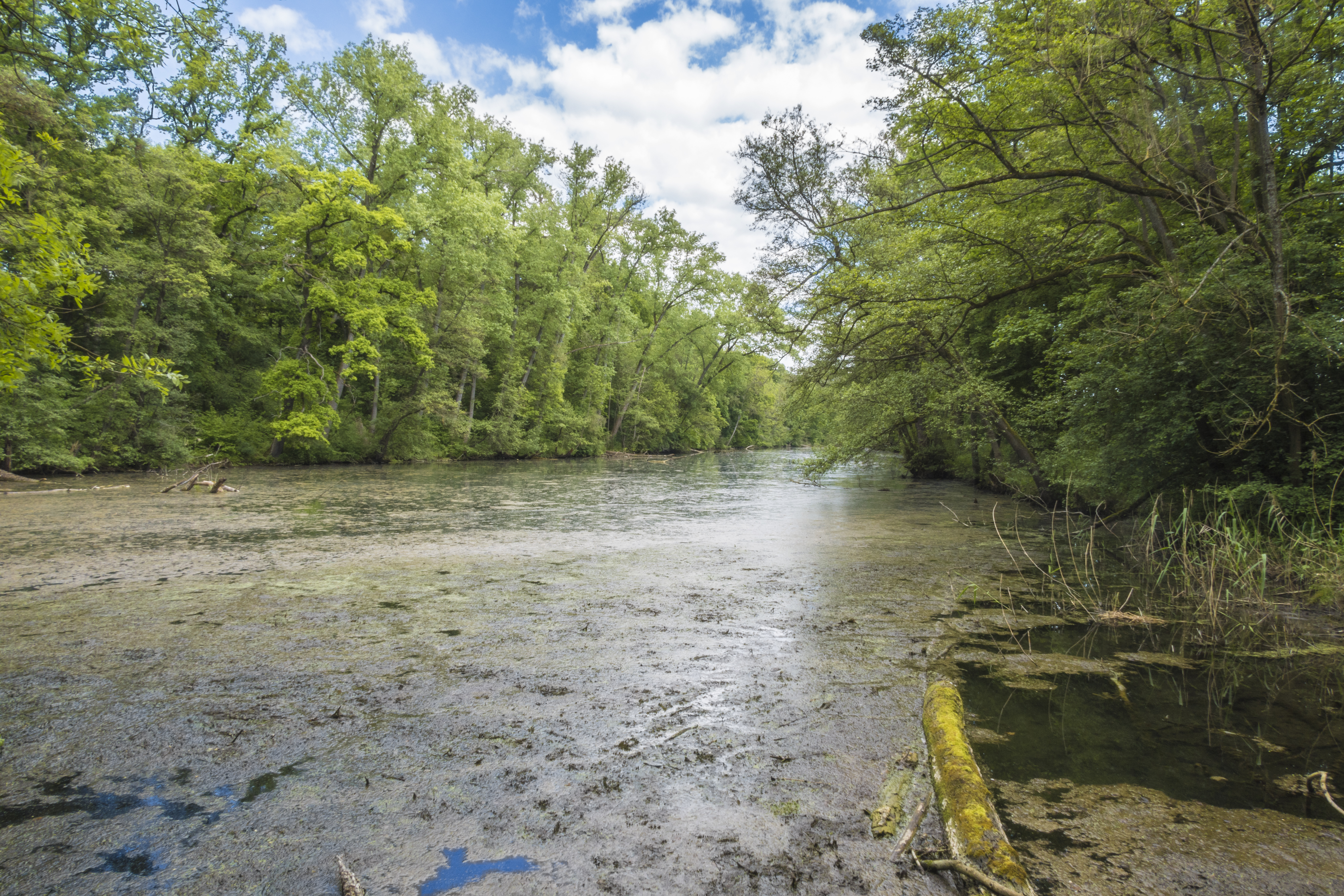
Kaltes Wasser im Jahr 2024
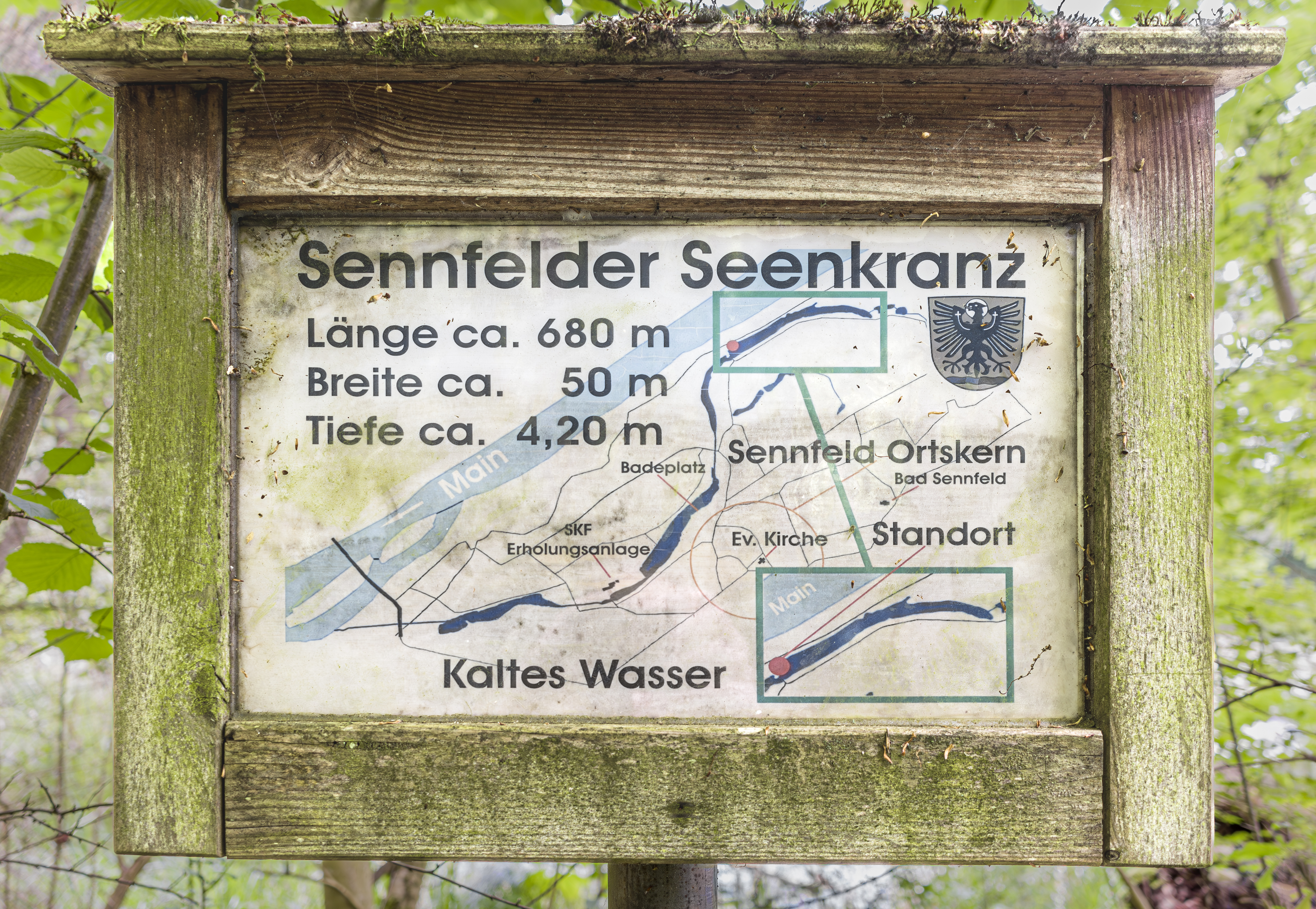
Info-Tafel zum Sennfelder Seenkranz, mit Daten zum Kalten Wasser

### Langes Loch
(Lage). Fläche: 0,15 ha, Länge: 90 m, Breite: 15 m, Höhe über Meeresspiegel: 207,00 m ü NHN.
Der kleine Weiher und das nachfolgende Runde Loch sind die kleinsten Gewässer im Seenkranz. Der Weiher hat, wie das Schwarze Loch, eine dunkle Oberflächenfarbe, worauf auch hier wieder die Bezeichnung „Loch“ hinweist.

### Rundes Loch
(Lage). Fläche: 0,15 ha, Länge: 60 m, Breite: 30 m, Höhe über Meeresspiegel: 207,00 m ü NHN.
Das Runde Loch hat denselben Charakter wie das Lange Loch. Der kleine Weiher bildet den östlichen Abschluss des Sennfelder Seenkranzes. Er liegt an der Auwiese Johannesfleck, der letzten Sennfelder Flur vor der Schonunger Gemeindegrenze. Das Runde Loch wird vom Reichelshofer Graben gespeist.

### Altmaar
(Lage). Fläche: 0,85 ha, Länge: 320 m, Breite: 30 m, Höhe über Meeresspiegel: 207,00 m ü NHN.
Das Gewässer liegt abseits des Hauptlaufs des Alten Mains, östlich vom Zwinger, und bildete einst einen südlichen Nebenarm des Altmains. Es hat einen ähnlichen Charakter wie das Schwarze Loch und ist frei von Wasserpflanzen. Das Altmaar wird von einem Bach gespeist, der im unweit östlich gelegenem Auwald Hellelohe entspringt. Das Altmaar besteht aus einem westlichen und östlichen Weiher; sie werden im mittleren Bereich nur von einem sehr schmalen Landstreifen voneinander getrennt. Das Altmaar wird von Auwaldbändern umschlossen, ist über einen Holzsteg zu erreichen, aber von außen nicht einsehbar. Deshalb ist das abgelegene Altwasser kaum bekannt.

Altmaar
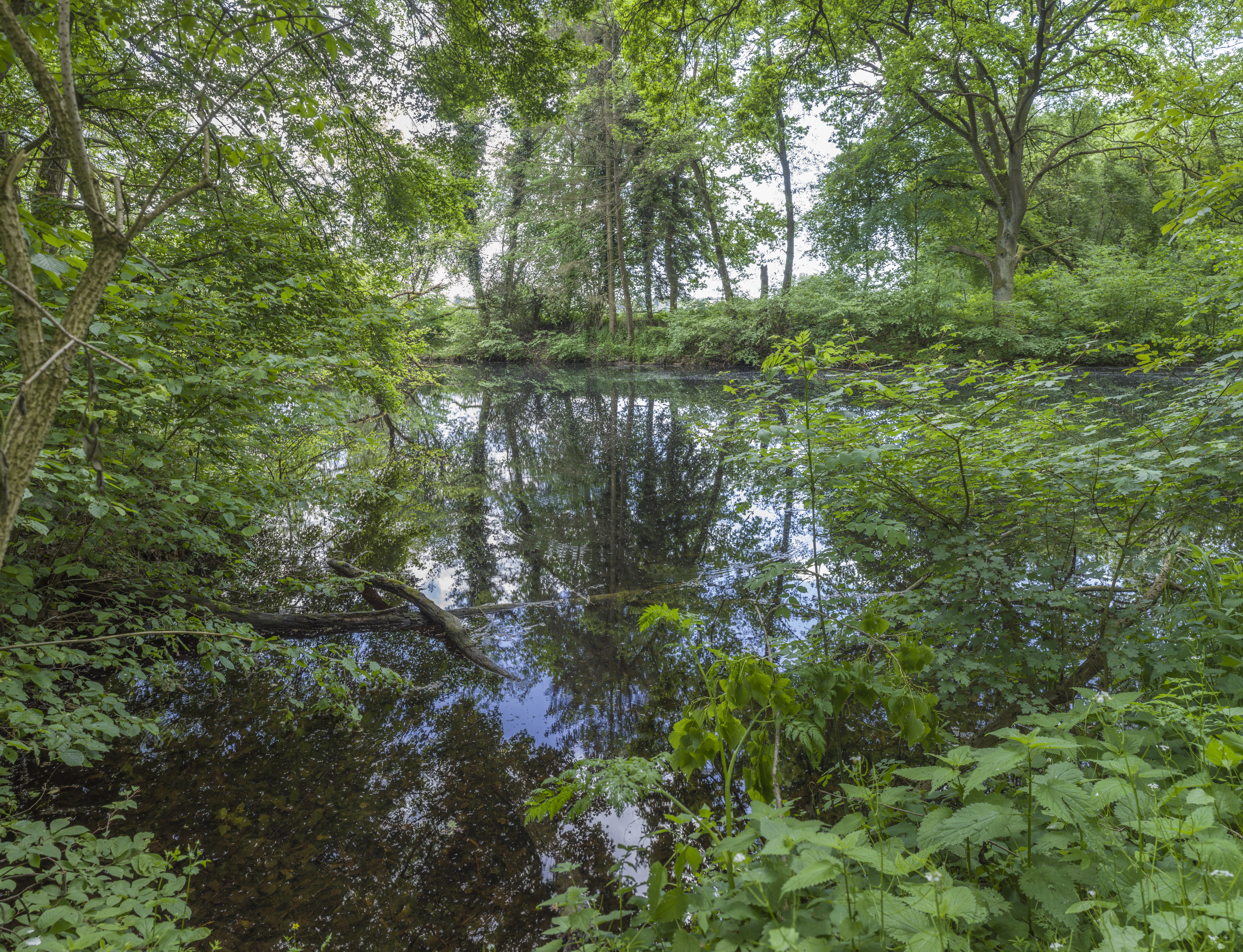
Westlicher Weiher
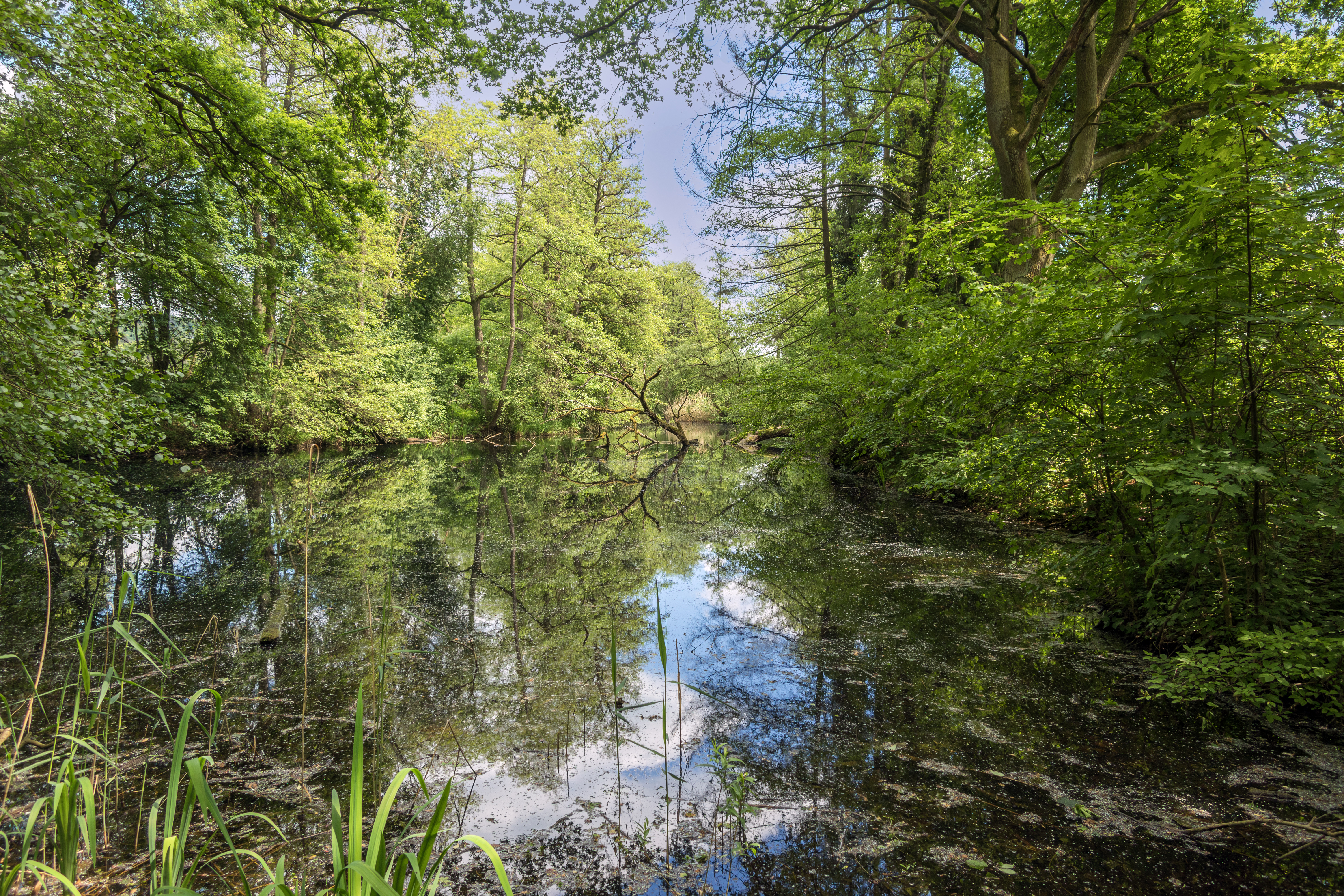
Westlicher Weiher
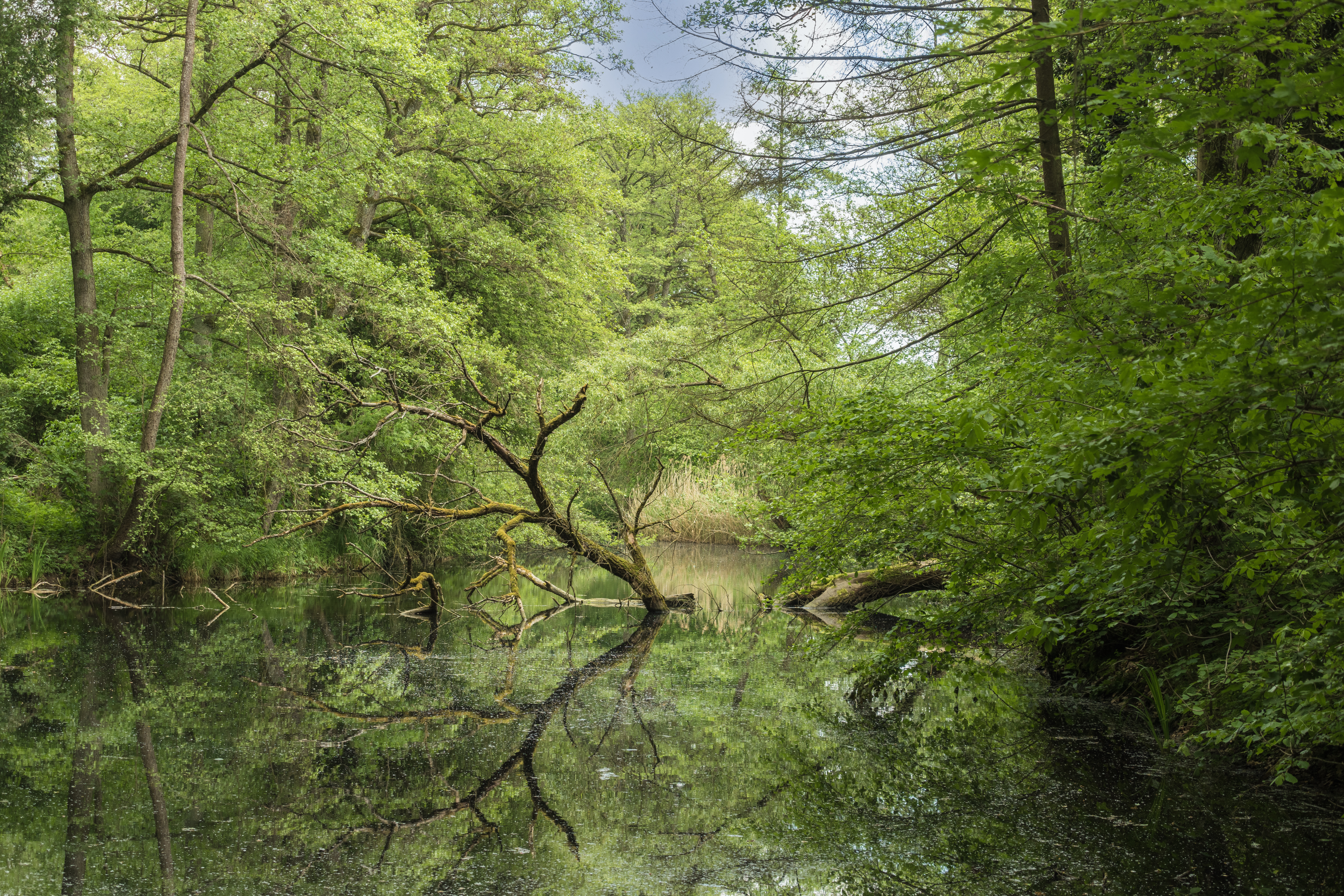
Westlicher Weiher

## Biotopverbund 2000
Seit 1994 arbeitete die Gemeinde Sennfeld an einem zusammenhängenden Biotopverbund vom Main (LSG Mainauelandschaft bei Sennfeld; siehe: Beschreibung des Seenkranzes) bis zur nachbarlichen Gemarkungsgrenze Gochsheim. Auf einer Länge von 5,2 km ermöglichten Grundstückstausch und -erwerb ein grünes Band der Biodiversität.
Die Pflanzungen von hochstämmigen Laubbäumen, insbesondere alten Obstsorten, Gehölzen und einheimischen Wildsträuchern sind heute landschaftsbildprägend. Neben der Gestaltung von Mager- und Feuchtstandorten wurden Wiesen mit hohem Anteil an Kräuter- und Blütenpflanzen eingesät, Tümpel und Weiher als Biotopinseln und Streuobstwiesen angelegt. Geländemodellierungen schufen Vertiefungen und Erhöhungen.

## Alter Main
Der Main ist von seinem Fließgewässertyp ein Kiesgeprägter Strom der Ökoregion Mittelgebirge. Er verlief im Raum Schweinfurt in breiten Überschwemmungsauen mit Mehrbettgerinnen. Furten, Inseln und Aufspaltungen des Flusslaufs sind hier häufig, die Sohle besteht hauptsächlich aus Kies mit geringen Anteilen Sand. Totholz ist in den Altwassern, meist in Form umgekippter Bäume, reichlich vorhanden.
Der heutige Main (bzw. der einstige Hauptarm) unmittelbar östlich Schweinfurts fließt in einem Bogen am Prallhang der Mainleite entlang. Der einstige Nebenarm (bzw. der heutige Alte Main), mit dem Sennfelder Seenkranz als westlichen Abschnitt, verlief in Schleifen durch das unmittelbar südlich der Schweinfurter Rhön gelegene Schweinfurter Becken. 
Es wird vermutet, dass der Alte Main zur Zeit der ersten Schweinfurter Siedlung (siehe:  Suuinfurtero marcu) noch als Nebenarm des Hauptstroms vorhanden war. Die heutige Schweinfurter Altstadt und die erste Siedlung lagen jedoch nicht am Nebenarm, sondern erstreckten sich entlang des Hauptarms.
Schriftliche Belege oder alte Karten über den vollständigen Verlauf des Alten Mains sind nicht bekannt.

### Verlauf

#### Abzweig von Schonunger Bucht
Der Alte Main zweigte am nordwestlichen Ende der Schonunger Bucht vom Hauptarm ab. Auf der Bayerischen Uraufnahme (Katasterplan erstellt 1808–1864) ist am nordwestlichen Ende der heutigen Schonunger Bucht noch der Lauf des Mains, mit einer Schleife in südwestliche Richtung, eingezeichnet. Auch der verlandete, südliche Nebenarm des Mains, der hier Richtung Westen, zum Sennfelder Seenkranz abzweigte, zeichnet sich auf der Uraufnahme durch Parzellen-Grenzen ab, genauso auch im heutigen Katasterplan. Die erste topografische Karte (erste Ausgabe 1842) zeigt den Main in diesem Bereich in einem Übergangsstadium, mit einer bis 300 m breiten Ausbuchtung. Das linke Mainufer folgt noch der Uferlinie der einstigen Flussschleife und das rechte Ufer bereits der begradigten, heutigen Uferlinie.

#### Verbindung zum Sennfelder Seenkranz

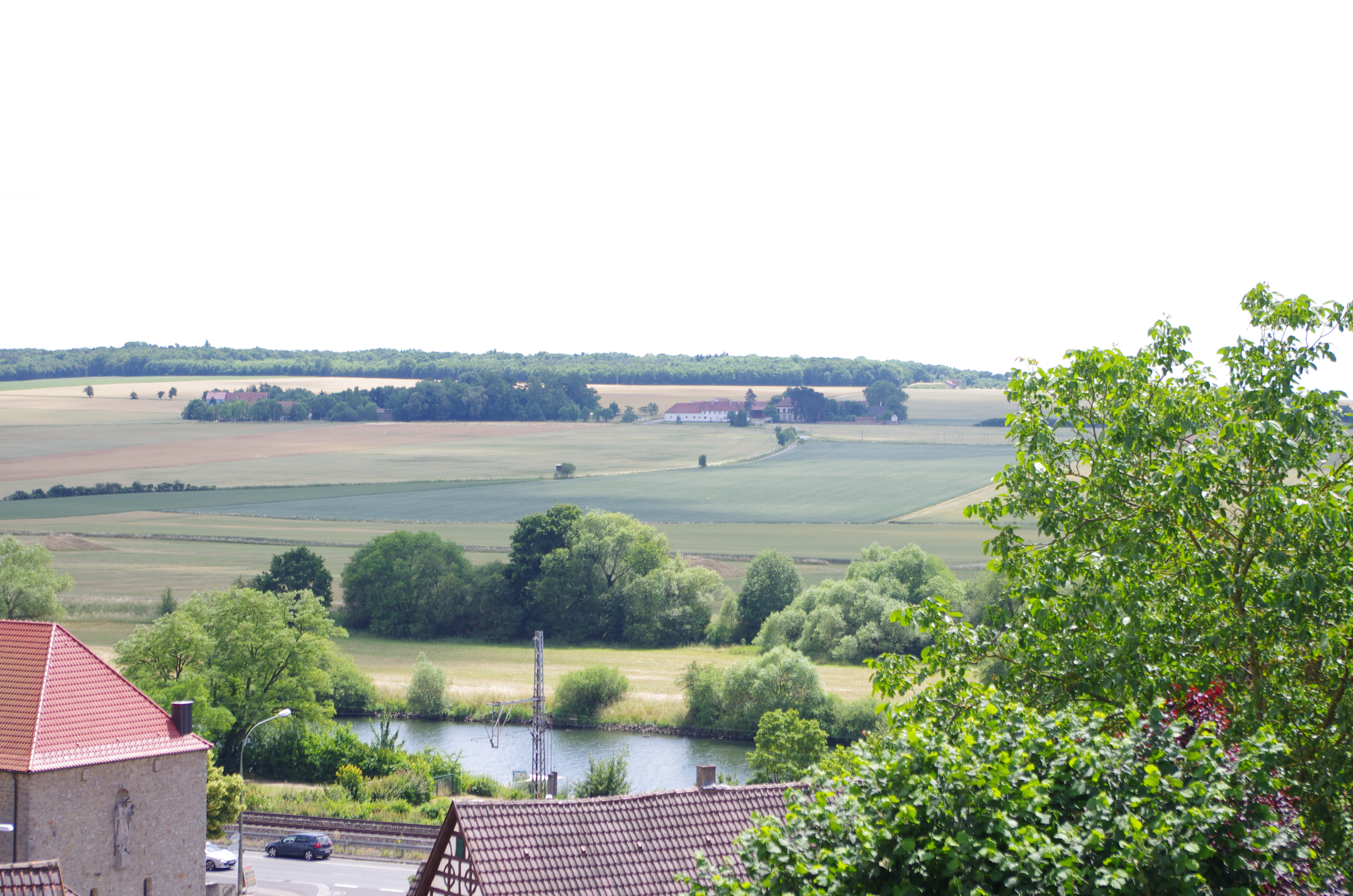
Blick von Mainberg über den Main, kurz dahinter folgt ein Baumstreifen auf 215 m ü NHN. 250 m weiter hinten ist die Senke des Alten Mains auf unter 210 m ü NHN durch das Höhenrelief der Felder erkennbar

Alle nachfolgenden Maßangaben beziehen sich auf das heutige Relief. Der Alte Main lief danach etwa 300 Meter südlich des Mainbogens, ebenfalls in einem Bogen, zum heutigen Sennfelder Seenkranz, den er durchfloss. Durch den Bogen läuft heute noch eine etwa 1 Meter tiefe Senke. Der Bogen ist heute noch im Katasterplan, durch den Zuschnitt der Parzellen und damit auch im Luftbild, durch die Form der Felder, deutlich zu erkennen.

#### Lauf durch Sennfelder Seenkranz
Der Alte Main (bzw. der Sennfelder Seenkranz) näherte sich im Bereich Kaltes Wasser (Schwarzes Loch) bis auf 110 Meter dem Hauptstrom, es gab jedoch, zumindest nach heutigem Relief, hier keine Verbindung, wegen eines natürlichen, 2 Meter hohen Walls zwischen Hauptstrom und Sennfelder Seenkranz. Dies erklärt auch, dass die Sennfelder Gemeindegrenze den Main nicht ganz erreicht, sondern nur der Alte Main in die Gemarkung einbezogen wurde.
Hier spaltete sich der Alte Main nochmals auf, in einen nördlichen (Kaltes Wasser) und südlichen Nebenarm (Altmaar). Der Name „Altmaar“ verweist auf ein Altwasser und eventuell auch auf den Main, der „Maa“ in Mundarten in Oberfranken sowie im Raum Seligenstadt und Frankfurt genannt wird.

#### Anschluss an Saumain
Nach dem Sennfelder Seenkranz floss der Alte Main durch eine in Ost-West-Richtung verlaufende Senke, die heute von der Ludwigsbrücke überspannt wird. Durch die Senke fließt heute noch ein namenloser Bach vom Sennfelder Seenkranz zum Saumain, der bei großem Hochwasser zum reißenden Strom anschwellen kann. Aus diesem Grund überspannt die 130 Meter lange Ludwigsbrücke die gesamte Senke. Danach floss der Alte Main in den Saumain.

### Einstige Insel

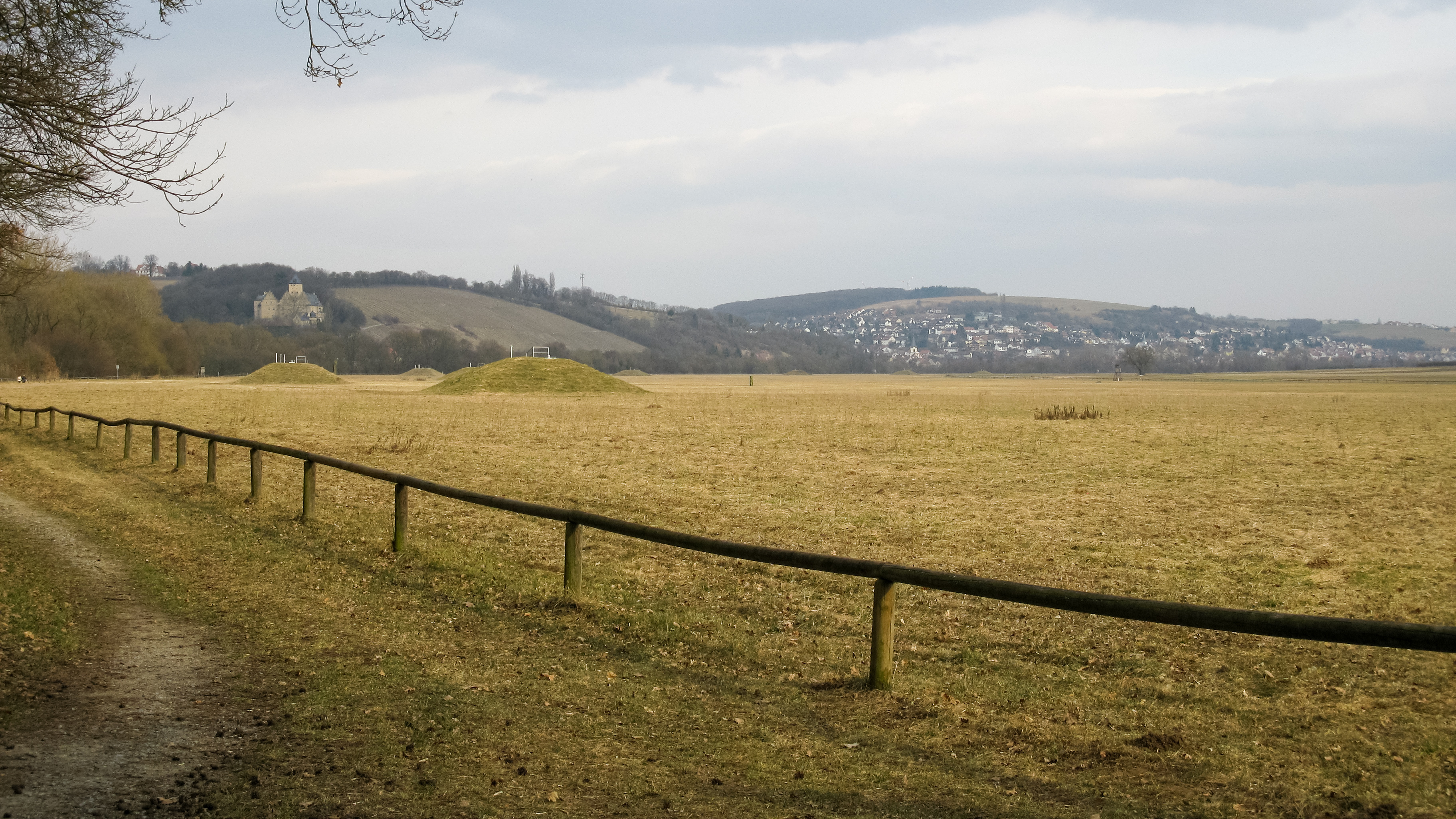
Blick über die einstige Insel, zwischen Main (links) und Sennfelder Seenkranz (rechts). Links mit dem Rand der Wehranlagen und im Hintergrund Schloss Mainberg

Der Alte Main war 5 Kilometer lang und durch eine 4,5 Kilometer lange Insel vom Hauptstrom abgetrennt. Sie entsteht bis heute temporär bei großen Hochwassern. Die Insel reichte von der Schonunger Bucht bis auf die Höhe der heutigen Maxbrücke. Der östliche Bereich der Insel, zwischen Schonunger Bucht und Sennfelder See, war etwa 150 Meter breit. Der 2 Kilometer lange Stadtpark Wehranlagen liegt im westlichen, bis etwa 600 Meter breiten Bereich der einstigen Insel, die nach heutigem Relief eine Fläche von etwa 1,3 Quadratkilometer besaß.

### Wiedererstehung des Altmains bei Hochwasser
Bei großem Hochwasser wird der Alte Main durchströmt und temporär zum Nebenarm des Mains. Die großen Ausbreitungsmöglichkeiten des Hochwassers in diesem Mainabschnitt reduzieren die Hochwassergefahr für Schweinfurt entscheidend. Deshalb war das bebaute Stadtgebiet bis heute von Mainhochwasser frei. Trotzdem gab es in der Stadtgeschichte erhebliche Schäden durch Hochwasser, die sich jedoch auf die Infrastruktur entlang des Mains beschränkten.